# Parade (film)
Parade är en svensk-fransk komedifilm från 1974 i regi av Jacques Tati.

## Om filmen
Parade spelades in på Cirkus i Stockholm och består av ett antal cirkus- och varieténummer presenterade av Tati. Delar av gruppen Heta Linjen med Janne ”Loffe” Carlsson på trummor medverkar med Hansson & Karlsson-låten "Tax Free". Den svenske illusionisten Johnny Lonn har också en roll i filmen. Janne ”Loffe” Carlsson ses som trummis. 
Filmen hade betydligt lägre budget än Tatis föregående filmer, som varit kommersiella misslyckanden på grund av sina höga kostnader. Den spelades in på video som sedan överfördes till film. Parade hade premiär vid Filmfestivalen i Cannes 12 maj 1974 och gick upp på svensk bio 8 februari 1975.